# Hedzsu
Hedzsu (hangul: 해주시, Hedzsu-si, handzsa: 海州市, RR: Haeju-si, ’település a tengernél’) város Észak-Koreában, Dél-Hvanghe (Hwanghae) tartomány székhelye. A koreai háború előtt még Dél-Koreához tartozott. 2000 környékén a város lakossága megközelítőleg 236 ezer fő volt, az 1900-as évek elején kereskedelmi központtá vált. Jelenleg vegyipari termékeket, és cementet állít elő a város.

## Történelme
A város területét valószínűleg már az újkőkorszak óta lakják, mivel fazekasedények, kőeszközök kerültek elő a rjongdangphó (ryongdangpó-)i ásatásokon. A három királyság korszakában a Nemihol (내미홀, 內米忽, Naemihol) nevet viselte. 757-ben a Kogurjo (Goguryeo) része lett, később pedig a Silla királyságé. Thedzso (Taejo) korjói király uralkodása óta viseli jelenlegi nevét.

## Földrajza
Hedzsu (Haeju) a Koreai-félsziget nyugati részén helyezkedik el, 60 km-re északi irányban a Koreai Demilitarizált Övezettől, 100 km-re déli irányban Phenjantól. A város közelében lévő hegyek mind 1000 méter alattiak.

### Hegycsúcsok
- Szujang (Suyang)-hegy, 946m
- Csangde (Jangdae)-hegy, 686m
- Nam-hegy, 122m

### Éghajlata
| Hónap                         | Jan. | Feb. | Már. | Ápr. | Máj. | Jún. | Júl. | Aug. | Szep. | Okt. | Nov. | Dec. | Év   |
| ----------------------------- | ---- | ---- | ---- | ---- | ---- | ---- | ---- | ---- | ----- | ---- | ---- | ---- | ---- |
| Átlagos max. hőmérséklet (°C) | −0,4 | 1,8  | 7,8  | 15,3 | 20,5 | 24,8 | 27,7 | 28,8 | 24,8  | 18,7 | 11,2 | 2,2  | 15,3 |
| Átlagos min. hőmérséklet (°C) | −8,7 | −6,8 | −1,0 | 5,6  | 11,0 | 16,1 | 21,2 | 21,8 | 16,1  | 8,9  | 2,3  | −5,6 | 6,8  |
| Átl. csapadékmennyiség (mm)   | 16   | 15   | 33   | 67   | 81   | 120  | 345  | 260  | 113   | 38   | 36   | 24   | 1148 |
| Forrás: Weather OnLine        |      |      |      |      |      |      |      |      |       |      |      |      |      |